# Campi aperti

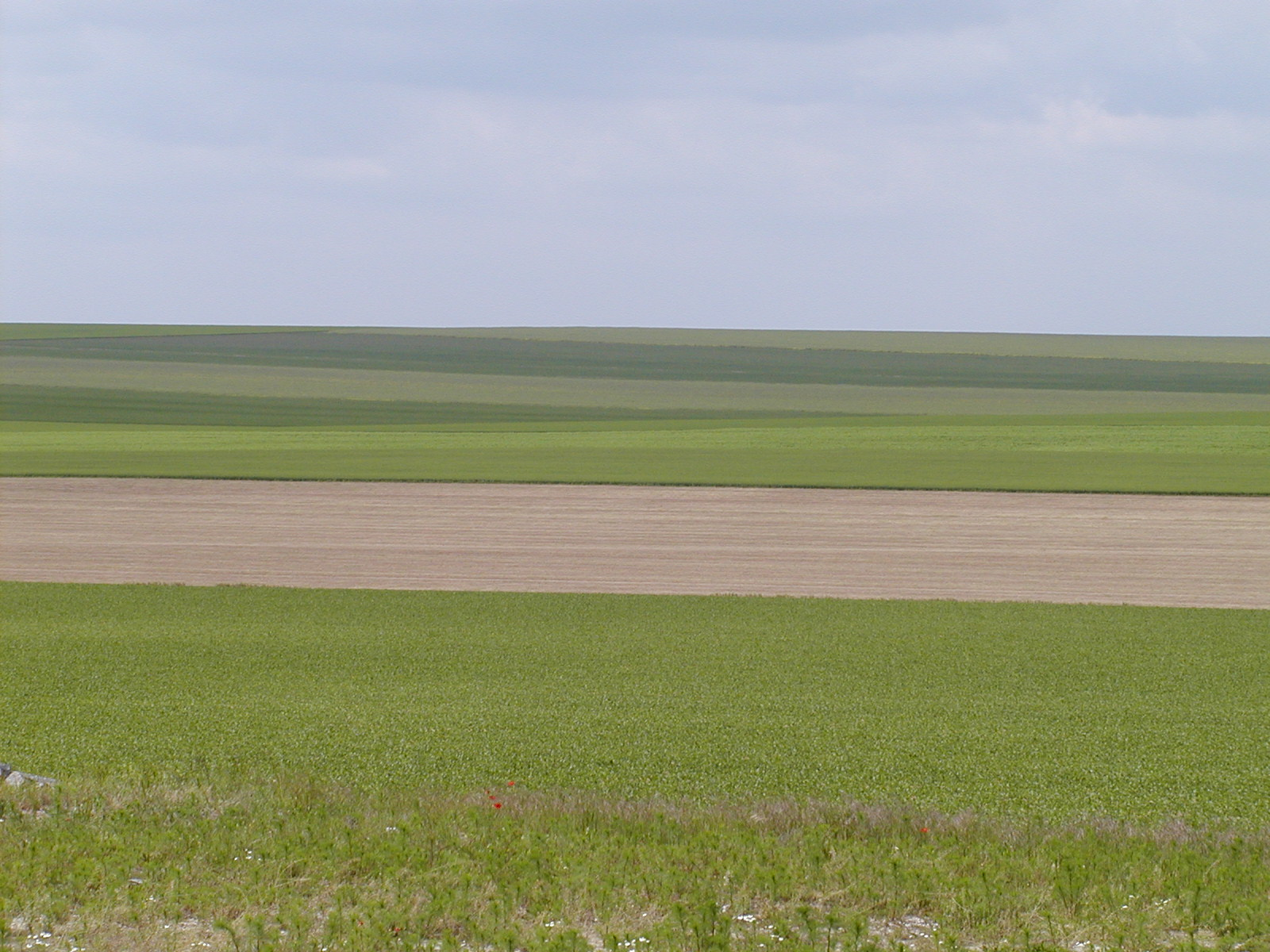
Campi aperti nella regione del Grande Est, Francia

Campi aperti  (traduzione letterale del termine inglese open field o common field) è un sistema di ordinamento e di suddivisione del terreno agricolo.

## Caratteristiche
Nei campi aperti le terre di ciascun agricoltore non solo non sono separate da siepi, ma le decisioni sopra le coltivazioni di ciascuna zona (parcella) sono prese in comune tra vicini, nel rispetto delle tradizioni. Nei campi chiusi vi sono differenze fisiche tra gli appezzamenti e ciascun agricoltore è libero di coltivare il terreno nel modo che più gli piace.
L’agricoltura inglese nel Medioevo era caratterizzata da un sistema detto dell’open field,cioè “campo aperto”. Gli appezzamenti di terra di proprietà dei singoli contadini di un villaggio venivano coltivati in comune e il raccolto poi redistribuito in proporzione ai diversi proprietari.

## Storia dell'istituto
Dall'Illuminismo in poi si ha il passaggio di molte zone d'Europa da un sistema di campi aperti ad uno di campi chiusi.
Il fenomeno fu favorito anche dalla convinzione che un'agricoltura moderna, e capace di sfamare una popolazione crescente, sarebbe stata favorita da tale trasformazione e interessò dapprima l'Inghilterra, per estendersi poi gradatamente a molti altri paesi, compresa la Sardegna con l'editto delle chiudende.
Il sistema dei "campi aperti" fu il prevalente sistema agricolo in Europa dal Medioevo fino a tempi recenti come il XX secolo. Dal XII secolo in poi fu gradualmente rimpiazzato dai recinti.
Il sistema dei "campi aperti" sembra essersi sviluppato nel periodo medievale.

## Le proposte dinuovi campi aperti
L'evoluzione dell'agricoltura cerealicola ha fatto osservare agli  studiosi della necessità per gli agricoltori delle aree italiane vocate per le culture cerealicole, soprattutto il mais, di coordinare  la coltivazione di campi appartenenti a diversi proprietari per poter fornire quella massa minima di lotti di prodotto omogenei richiesti dal mercato. Non sarebbe perciò più il singolo proprietario a decidere le pratiche colturali, ma il libero aggregarsi di coltivatori delle aree confinanti.